# ダイアナ・ミットフォード
ダイアナ・フリーマン＝ミットフォード、通称ダイアナ・ミットフォード(英語: Diana Mitford、1910年6月17日生 – 2003年8月11日没)は有名なミットフォード姉妹のひとりである。
最初はモイン男爵位の後継者であったブライアン・ウォルター・ギネスと結婚し、後に離婚して第6代イギリスファシスト連合党首だったモズリー準男爵サー・オズワルド・モズレーと結婚した。1936年にミットフォードがモズレーと再婚した際の結婚式はアドルフ・ヒトラーを来賓に迎えてヨーゼフ・ゲッベルスの家で行われた。結果的に、ダイアナはファシズムの大義にかかわる政治活動ゆえ、第二次世界大戦中に3年間拘留された。のちにダイアナはパリに移住し、作家としてある程度成功した。1950年代には『タトラー』に日記を寄稿し、『ザ・ヨーロピアン』誌の編集にも携わった。1977年には自伝A Life of Contrastsを刊行した。『ブックス&ブックメン』に定期的に書評を書き、1990年代には『イヴニング・スタンダード』にも寄稿した。1989年にDesert Island Discsに登場した時は物議をかもした。家族の友人だったジェイムズ・リーズ＝ミルンはダイアナに美貌について「私が会った中では、サンドロ・ボッティチェッリのヴィーナスに最も近い人だった」と述べている。

## 生い立ち

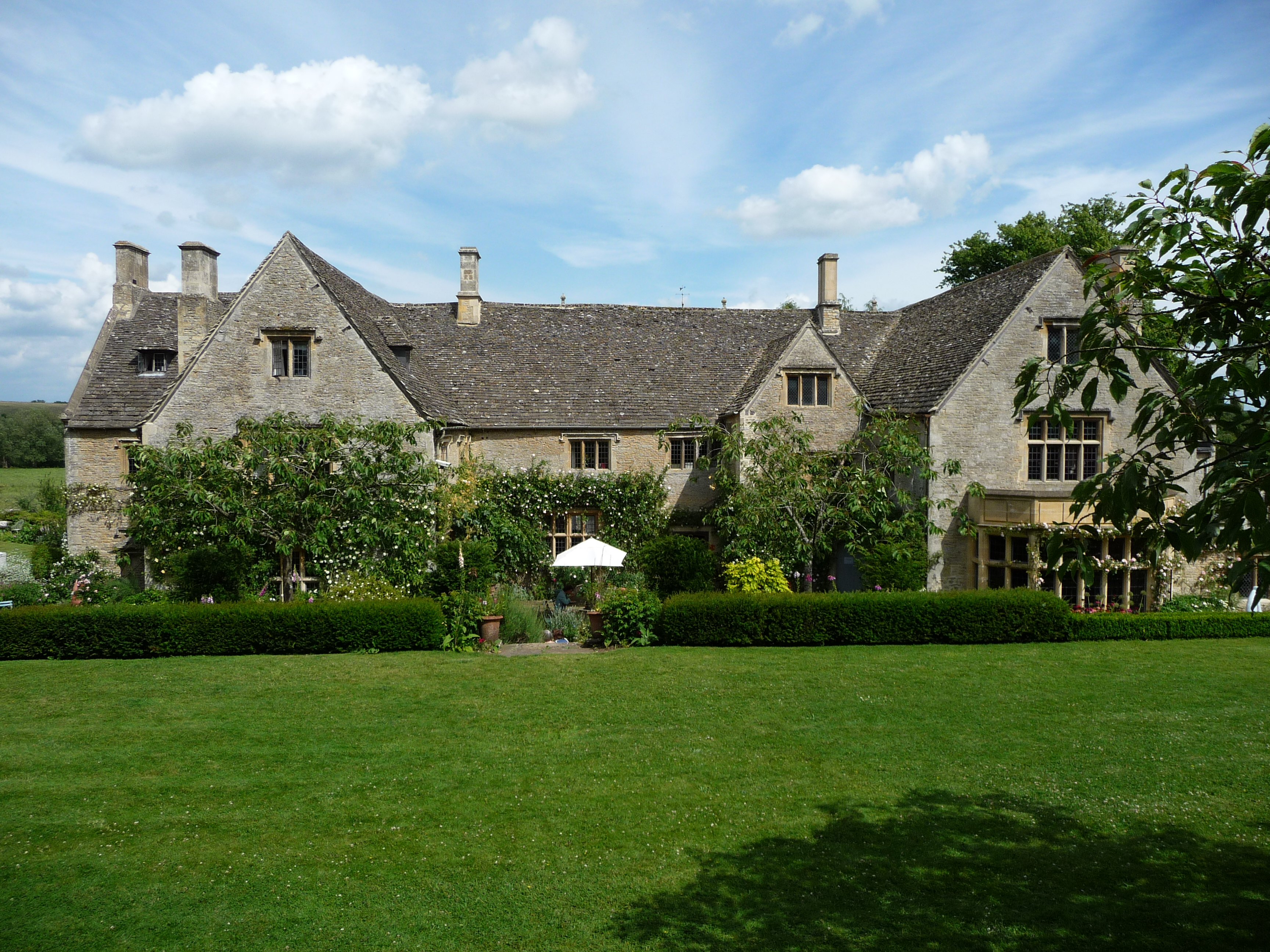
アストホール・マナーの裏側

ダイアナ・ミットフォードは第2代リーズデイル男爵デイヴィッド・フリーマン＝ミットフォード(1878–1958、初代リーズデイル男爵アルジャーノン・フリーマン＝ミットフォードの息子)とその妻シドニー(1880–1963、庶民院 議員トマス・ギブソン・ボウルズの娘)の第4子で、3人目の娘だった。クレメンタイン・チャーチルのいとこで、アンガス・オギルヴィのはとこであり、バートランド・ラッセルのいとこの孫にあたる。ダイアナはベルグレーヴィアで生まれ、最初はバッツフォード・パークにある田舎の地所で育てられた。10歳になってからはオクスフォードシャーにあるアストホール・マナーの一族の屋敷、それから父がスウィンブルックの村に建てたスウィンブルック・ハウスで育った。1926年にパリに送られてそこで学校で6ヶ月通ったが、それ以外は数人の女性家庭教師から自宅で教育を受けた。子ども時代に妹のジェシカ(通称「デッカ」)と、デボラ(通称「デボ」)はダイアナととくに親しかった。
18歳の時、宮廷にお目見えしたすぐ後、こっそりブライアン・ギネスと婚約した。アイルランドの貴族であったギネスは作家でビール醸造のギネス社相続人であり、モイン男爵位を継承することになっていた。ダイアナの両親は最初この婚約に反対したが、そのうちに説得を受けて了承するようになった。母シドニーは、このような若い2人が莫大な財産を抱えることになるのを非常に心配したが、結局ブライアンはふさわしい夫だと思うようになった。2人は1929年1月30日に結婚した。夫妻には1年に2万ポンド（2016年現在の貨幣価値で約112万ポンド〈2016年の為替レートで約1億7千万円〉）の収入があった。さらにウィルトシャーのビッズデンに地所があり、ロンドンとダブリンにも家を保有していた。夫妻は「ブライト・ヤング・ピープル」として知られる上流階級の若者たちが集う貴族的な社交イベントの主催で知られるようになった。作家のイーヴリン・ウォーは、ダイアナの美貌を「鐘の響きのように部屋を走り抜ける」と褒め、狂騒の20年代を諷刺した小説『卑しい肉体』(Vile Bodies)を夫妻に献呈した。ダイアナの肖像画をオーガスタス・ジョン、パヴェル・チェリコフ、ヘンリー・ラムなどの画家が描いている。夫妻の間には1930年にジョナサン、1931年にデズモンドという2人の息子が生まれた。 

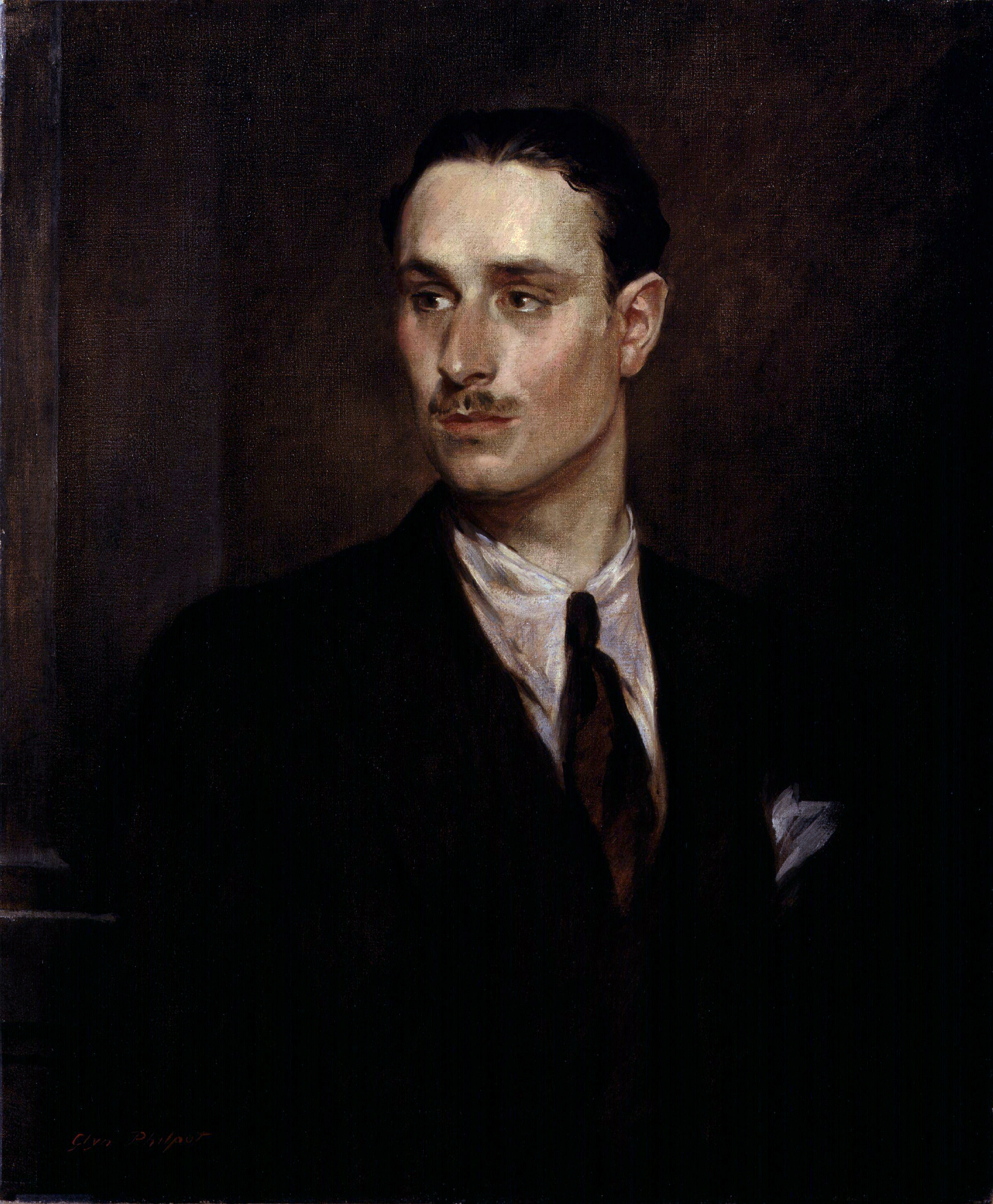
ダイアナの2人目の夫、オズワルド・モズレー

1932年2月、ダイアナは社交界の花形エメラルド・キュナードの家で開かれた園遊会でサー・オズワルド・モズレーと出会った。 モズレーはすぐに新しくできたイギリスファシスト連合の党首になり、ダイアナと恋に落ちた。その時モズリーは前インド総督ジョージ・カーゾンと、その最初の妻でアメリカの商人の女相続人だったメアリ・ヴィクトリア・ライターの間の娘レディ・シンシア・カーゾンと結婚していた。ダイアナは使用人を連れて夫のもとを去り、モズレーの家に近くに引っ越した。しかしながらモズレーは妻と別れるつもりがなかった。1933年にシンシアが腹膜炎で急死した。モズレーは妻の死にひどいショックを受けたが、その後に妻の妹レディ・アレクサンドラ・メトカーフと付き合うようになった。
モズレーのためにギネスと別れるという決断を両親が認めなかったため、ダイアナは短期間家族と疎遠になった。ダイアナの不倫とその後のモズレーとの結婚により、姉妹間の関係が悪化した。最初、ジェシカとデボラはダイアナがモズレーとロンドンで「罪深い暮らし」をしているため会うことを禁じられていた。デボラは結局モズレーと知り合いになることができ、非常に親しみを抱くようになった。ジェシカはモズレーの信念を軽蔑し、1930年代末からはずっとダイアナと疎遠だった。パメラ(通称「パム」)と夫のデレク・ジャクソンはモズレーとうまくやっていた。ナンシーはモズレーを全く好まず、ジェシカ同様その政治的信念を軽蔑していたが、ダイアナとうまくやっていくためにモズレーを我慢するようになった。ナンシーは小説Wigs on the Greenを書き、モズレーとその信念をからかった。1935年にこの小説が出版された後、姉妹の間柄は悪化して付き合いがほぼなくなり、1940年代半ばになってやっとダイアナとナンシーは仲直りした。
ダイアナとオズワルドのモズレー夫妻はスタッフォードシャーのカントリー・ハウスであるウットン・ロッジを借りることにし、ダイアナは最初そこを買い取るつもりだったダイアナは新居の大部分に、父が売りに出したスウィンブルックの家具を据え付けた。モズレー夫妻は1936年から1939年まで子供たちとウットン・ロッジに住んでいた。

### 第三帝国
1934年にダイアナは当時19歳だった妹ユニティとともにドイツに行った。ドイツ滞在中、2人はナチスの権力掌握後、ニュルンベルクで第1回ナチ党党大会に参加した。ヒトラーの友人だったユニティは1935年3月にダイアナをヒトラーに紹介した。その年の末、2人は第2回党大会に再び出席し、ヒトラーの来賓としてもてなしを受けた。1936年には、ヒトラーはベルリンオリンピックにダイアナを案内するためメルセデス・ベンツを提供した。ダイアナはヴィニフレート・ワーグナーやマクダ・ゲッベルスとも互いによく知り合うようになった。
ダイアナとオズワルドは1936年10月6日、ナチスの宣伝大臣だったヨーゼフ・ゲッベルスの家の応接間で秘密裏に結婚した。アドルフ・ヒトラー、ロバート・ゴードン・キャニング、ウィリアム・アレンが出席した。結婚は1938年に第1子が生まれるまで秘密にされていた。1939年8月に、ヒトラーはダイアナと昼食をともにし、戦争が不可避だと述べた。アルベルト・シュペーアは回顧録『第三帝国の内幕』で、ダイアナは常にイングランドを弁護し、しばしばヒトラーに平和裏の解決を嘆願していた。『デイリー・テレグラフ』の訃報によると、ダイアナが所有していた宝石の中にはダイヤモンドのハーケンクロイツもあったという。
モズレーとダイアナには息子が2人いた。1938年11月26日にアレクサンダーが、1940年4月13日にマックスが生まれ、マックスはやがて国際自動車連盟会長を16年つとめた。ヒトラーはモズリー夫妻に、銀で額装した自身の肖像を送った。モズレー夫妻は第二次世界大戦中、防衛規則18Bにより、ノラ・イーラム他イギリスのファシストたちと同様、ほとんどの期間は収監されていた。
2002年に公開されたMI5の文書には、レディ・モズレーとその政治的傾向について、「夫よりもはるかに賢く危険」だという報告が掲載されていた。1940年6月29日、4人目の息子マックスが生まれた11週後、ダイアナは逮捕された。警察が逮捕のため踏み込んで来た時、ダイアナは急いでマックスのベッドマットの下にヒトラーの写真をしまったという。その後ダイアナはロンドンのホロウェイ女子刑務所Fブロックに収監された。ダイアナと夫はMI5の勧告で、18Bの規定により、告訴や裁判なしに収監されていた。当初夫妻は別々に収監されていたが、ウィンストン・チャーチルが個人的に介入し、1941年12月にモズレーとその他2名の18B規定で収監された夫たち(そのうちひとりはモズレーの友人H・W・ラットマン＝ジョンソン)はホロウェイで妻たちと暮らすことを許可された。3年以上の収監の後、1943年11月にモズレーの健康問題を理由に釈放された。モズレー夫妻は戦争終結まで自宅軟禁となり、1949年までパスポート発行が禁止された。
ダイアナは、刑務所に収監されても人生に対する態度を変えなかった。後年ダイアナは、刑務所の庭で育てたよりも美味しい野生のイチゴは育てられなかったと述べた。刑務所暮らしを選んだわけではなかったが、ホロウェイに投獄された他の女性に比べると自分の区画はましなほうだと言っていた。オズワルドは後にこのことをダイアナの妹ナンシーに言っており、ナンシーは自作の小説Love in a Cold Climateにこの話を使った。

## 戦後
戦後、モズレー夫妻はアイルランドの家をそのまま使い続け、ロンドンとパリにもアパートを持った。以前の主教邸宅を最近改修したばかりだったクロンファートの家は失火で焼けてしまった。その後、夫妻はコーク県ファーモイの近くにある家に引っ越した。その後、フランスに永住するようになり、1950年にパリの南東のオルセーにあるパッラーディオ建築の神殿風邸宅であるタンプル・ド・ラ・グロワールに居を構えた。ガストンとベッティーナのバージェリー夫妻が、モーズリー夫妻にこの地所が売りに出ていると教えた。ウィンサー公爵エドワードとウィンザー公爵夫人ウォリスは近くの町であるジフ＝スュル＝イヴェットに住むようになったため、隣人としてモズレー夫妻と親しく付き合うようになった。
モズレー夫妻は再び社交的なもてなしで知られるようになったが、イギリス大使館の行事からは全て閉め出されていた。フランスで暮らす間、モズリー夫妻はひっそりともう一度結婚式をあげた。ヒトラーは夫妻の結婚許可証原本を隠して保管しており、戦後に見つからなくなってしまったからであった。この時期、モズリーはダイアナに忠実とは言えなかったが、ダイアナは夫の不倫についてそれほど動揺しないようにしていた。疎遠になった後、ダイアナと妹のジェシカは一度だけ連絡を取ったが、それは2人とも姉のナンシーの看病にかかわろうとしていた時のことだった。ナンシーはヴェルサイユにおり、ホジキン病で闘病生活を送っていた。1973年にナンシーが亡くなった直後から、2人は一切連絡をとらなくなった。
イギリスに対する忠誠心、ファシズムへの強い傾倒、ユダヤ人に対する態度などについて語る際、時としてダイアナははっきりしないそぶりを見せた。しかしながら、時として強い反ユダヤ主義をのぞかせるようなふるまいをすることもあった。ジャーナリストのポール・カランは、ダイアナがいるところで夫のオズワルドにインタビューした際、自分がユダヤ人だと述べたらダイアナが部屋を出て行ってしまったと述べている。 
他方、1989年にダイアナはBBCラジオ4の番組である『デザート・アイランド・ディスクス』に招かれ、スー・ローリーとともに出演した。ダイアナはこの時、ヒトラーによるユダヤ人の絶滅政策が事実であったことを戦後「相当しばらく」たつまで信じていなかったと述べて批判を受けた。さらにダイアナは、今は信じているのかと聞かれて、600万人というのは「想像できない」数字だと考えられ、信じられないと答え、「600万だろうが100万だろうが道徳的には変わりません。同じくひどいことです。恐ろしく邪悪なことだと思います」とも答えた。『デザート・アイランド・ディスクス』でダイアナが選んでかけてもらった音楽は、モーツァルトの『交響曲第41番』、ヴィンチェンツォ・ベッリーニの『ノルマ』より「清らかな女神」、ベートーヴェンの「歓喜の歌」、リヒャルト・ワーグナーの『ワルキューレ』と『トリスタンとイゾルデ』より「愛の死」、ビゼーの『カルメン』より「ハバネラ」、プロコル・ハルムの「青い影」、フレデリック・ショパンの「ポロネーズ第5番嬰ハ短調」であった。 
ダイアナは終生片頭痛の定期的な発作に悩まされており、とくに刑務所から出た後悪化した。1981年にダイアナは脳腫瘍の手術を受け、成功した。妹デボラの邸宅であるチャッツワース・ハウスで回復期を過ごした。1990年代初めに皮膚癌の治療も受けており、これも成功した。1998年、高齢のためダイアナはタンプル・ド・ラ・グロワールを出てパリのアパートに移った。タンプル・ド・ラ・グロワールはその後2000年に100万ポンドで売却された。2002年にダイアナはフランスのヴィシー政権首相だったピエール・ラヴァルの義理の息子ルネ・ド・シャンブランの葬儀に出席した。 

### 文筆業
オズワルドは戦後イギリスのメディアから避けられており、モズレー夫妻は自身の出版社であるユーフォリオン・ブックスを立ち上げた。会社名は『ファウスト』のキャラクターにちなむものである。オズワルドは刑務所から釈放された後、ファシズムの死を宣言した。ダイアナは最初、ゲーテの『ファウスト』を翻訳した。ダイアナの庇護下でユーフォリオンが出した他の主な本はナンシーが訳した『クレーヴの奥方』(1950)、ニキ・ラウダの回想録(1985)、ハンス・ウルリッヒ・ルーデルの回想録『爆撃行』などである。ダイアナは夫の著作も数冊編集している。
フランスに住んでいる間、ダイアナはファシスト向け文化雑誌『ザ・ヨーロピアン』の編者をつとめ、時には自身寄稿もした。論考、書評、定期日誌などを投稿していた。寄稿した原稿の多くは2008年にThe Pursuit of Laughterとして再刊行された。『タトラー』誌や『ブックス&ブックメン』や『イヴニング・スタンダード』などにも寄稿していた。多数の雑誌に書評を書き、自伝や伝記、時々は小説もレビューした。
ダイアナはハロルド・アクトンによるナンシーの伝記Nancy Mitford: A Memoirの前書きと序文と書いた。自身でもA Life of Contrasts (1977, Hamish Hamilton)とLoved Ones (1985)という2冊の回想録を出している。後者は作家のイーヴリン・ウォーなどの親しい友人や親類を描いたペン画を集めたものである。
2007年にダイアナが出したり受け取ったりしたものを含むミットフォード姉妹の書簡がシャーロット・モズリー編The Mitfords: Letters Between Six Sistersとして刊行された。この本は非常に高い評価を受けた。『サンデー・タイムズ』の書評で、ジャーナリストのインディア・ナイトは、ダイアナが「一瞬邪悪になることはあるが、頭が切れ、親切で、黒シャツ隊の夫オズワルド・モズレーに対して致命的に忠実」だったと述べている。2008年12月に、ダイアナの書簡、論考、日記、レビューからなる著作集がThe Pursuit of Laughterとして刊行された。この著作集はおおむね好評であった。

### 死去

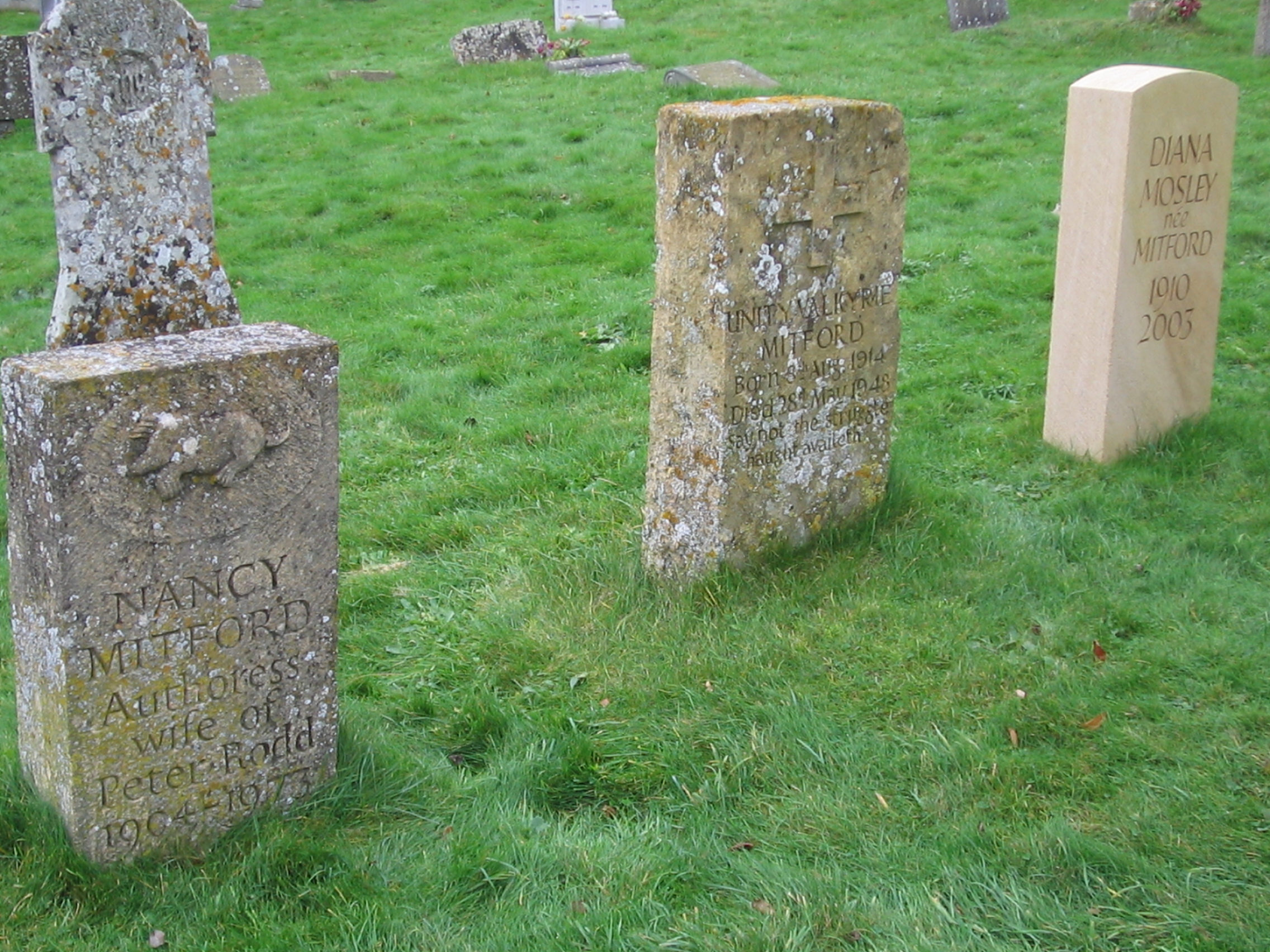
ダイアナの墓(右)。隣に姉妹であるユニティとナンシーの墓もある。

ダイアナは2003年8月、パリにて93歳で死亡した。死因は1週間前に襲われた発作の合併症だとされたが、のちに2003年のヨーロッパ熱波のため、ほとんどエアコンがないパリで死亡した多数の老人のうちのひとりだったという報告が出てきた。オクスフォードシャのスウィンブルックで、姉妹のかたわらに葬られた。
ダイアナは息子を4人残しており、そのうちジョナサン・ギネスは第3代モイン男爵、デズモンド・ギネスは著述家、マックス・モズレーは第8代国際自動車連盟（FIA）会長である。継子の第3代レイブンズデール男爵ニコラス・モズレーも小説家で、父に関する批判的な回想を書いたが、それ以前は親しかったにもかかわらず、この本のためダイアナはニコラスを決して許さなかったという。ひ孫のジャスミン・ギネス、大姪のステラ・テナント、孫娘のダフネ・ギネス、孫息子のトム・ギネスはモデルである。
ダイアナは生前、イギリスのジャーナリストであるアンドルー・ロバーツに、ヒトラーは「ユダヤ人の絶滅に責任があり」、かつ「あらゆることは彼に責任があると、彼を認めていた者として私は言うことができます」と述べていた。ロバーツは2003年8月13日、死後に出た『ザ・デイリー・テレグラフ』の記事でダイアナを批判し、「悔い改めないナチであり、自然に人を魅了する人物」であったと評した。3日後、ロバーツのほうがダイアナの息子や孫娘から同紙で批判を受けた。 
1997年にチャンネル4が放送したテレビドラマのミニシリーズ『モズリー』では、エマ・デイヴィスがダイアナ役を演じた。

## 著作
- A Life of Contrasts (1977)
- Loved Ones (1985)
- The Duchess of Windsor (1980)
- The Pursuit of Laughter (2008)
- Provided introduction and foreword to Nancy Mitford: A Memoir by Harold Acton (1975)
- Collection of letters between the six Mitford sisters: The Mitfords: Letters Between Six Sisters (2007)

## ミットフォード家の7人きょうだい

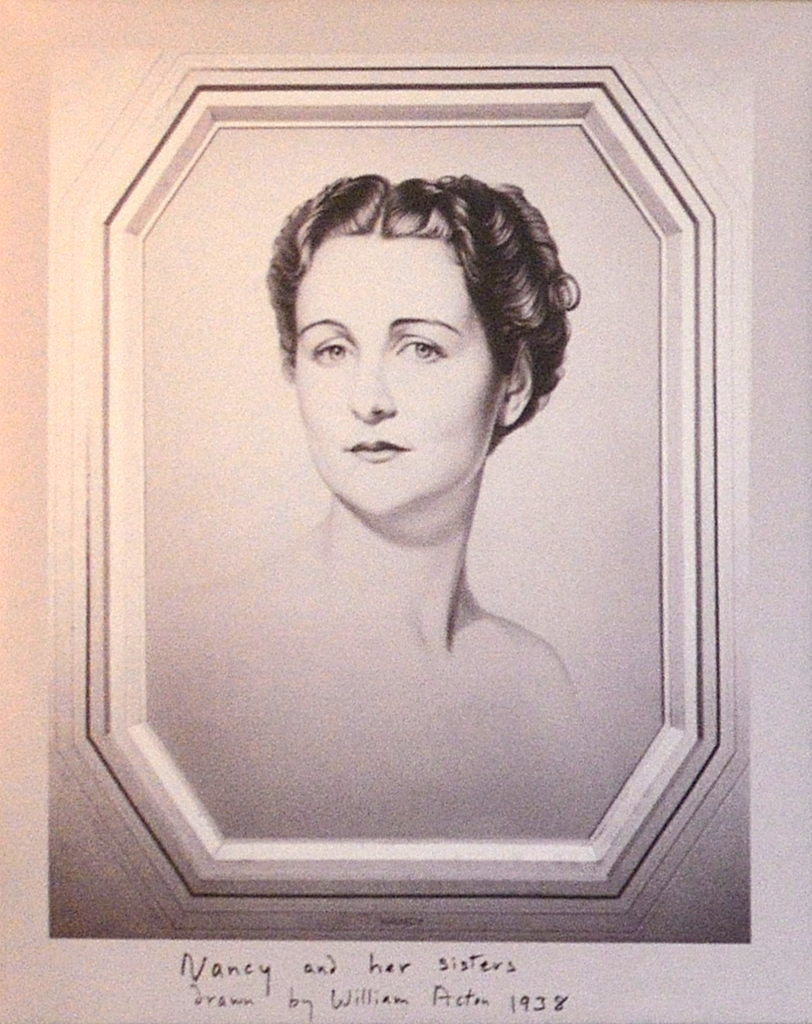
ナンシー・ミットフォード(1904年11月28日 – 1973年6月30日)
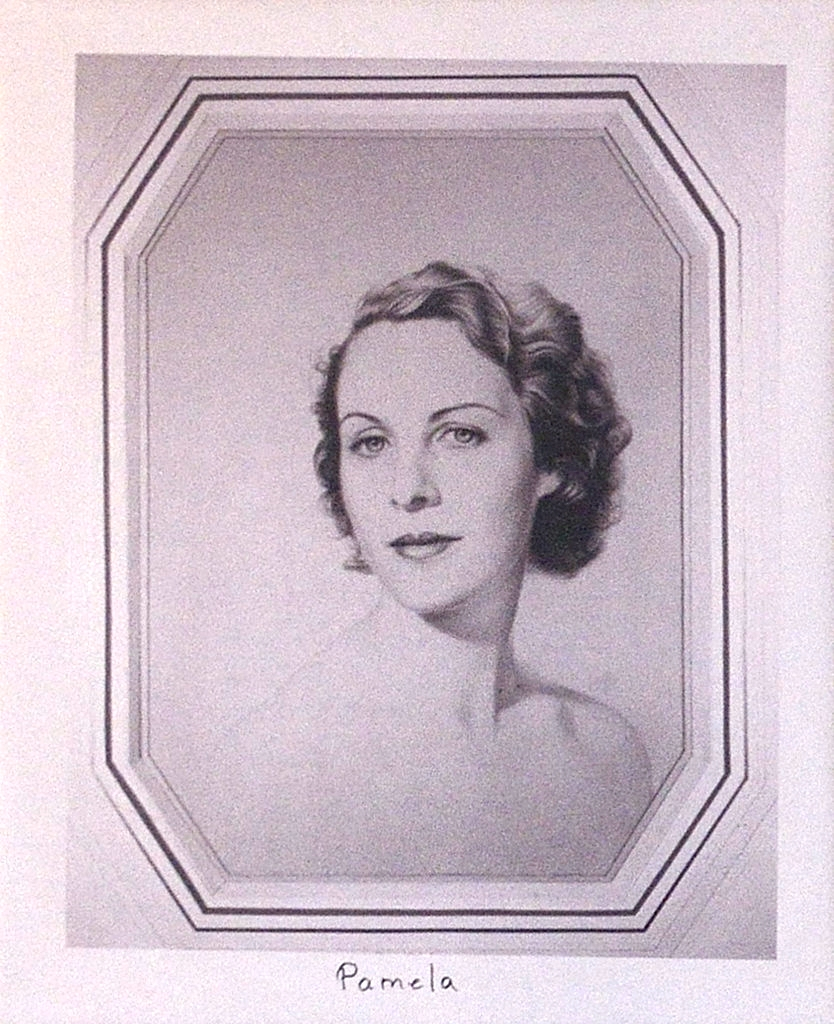
パメラ・ミットフォード（英語版）(1907年11月25日 – 1994年4月12日)
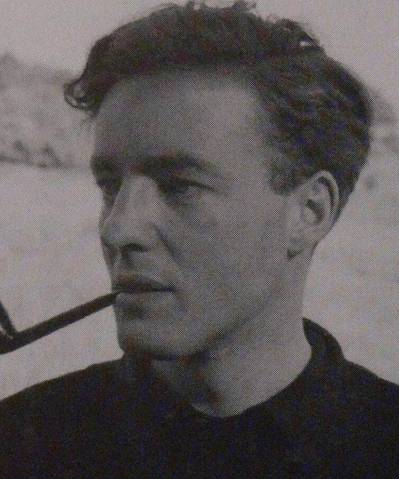
トマス・ミットフォード(1909年1月2日 – 1945年3月30日)
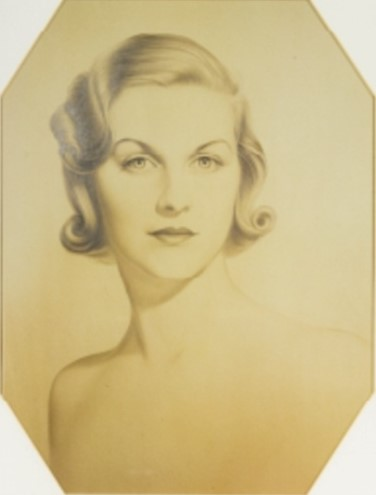
ダイアナ・ミットフォード(1910年6月17日 – 2003年8月11日)
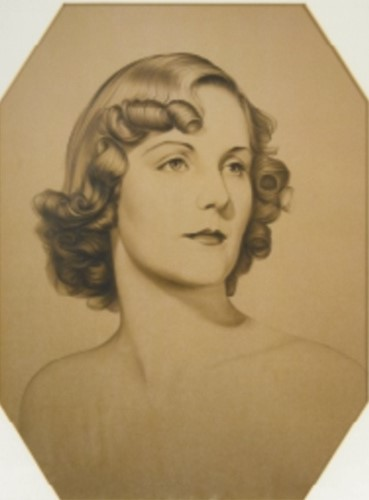
ユニティ・ヴァルキリー・ミットフォード (1914年8月8日 – 1948年5月28日)
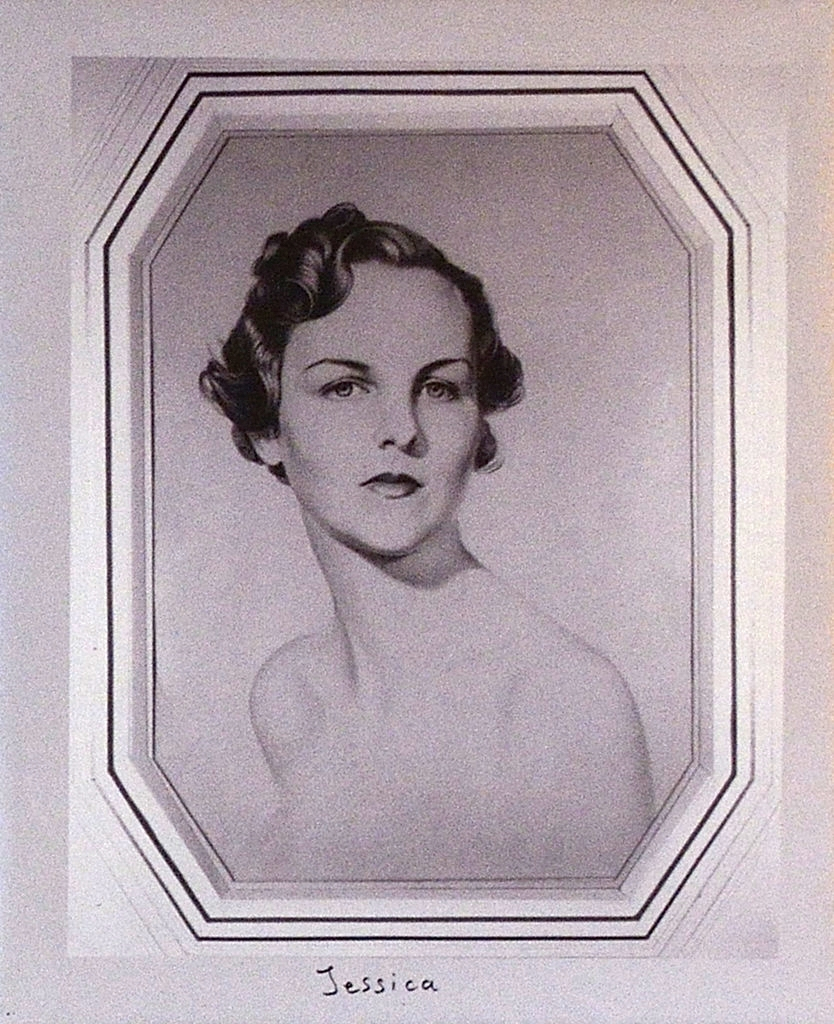
ジェシカ・ミットフォード(1917年9月11日 – 1996年7月22日)
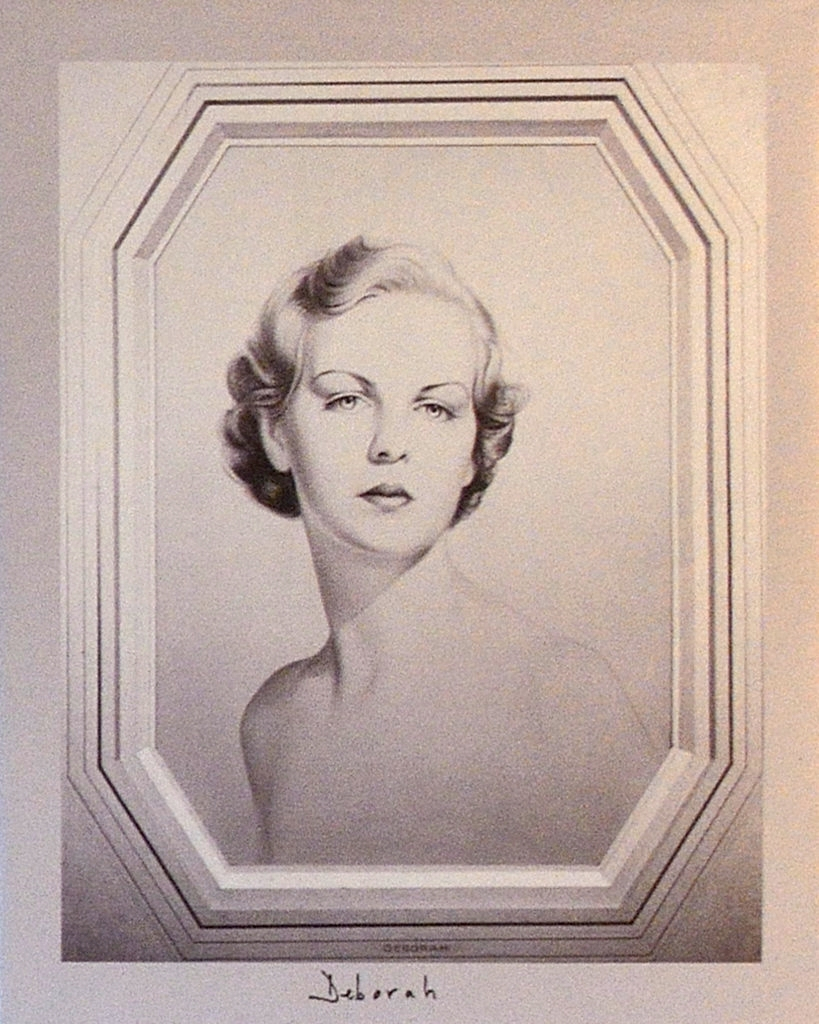
デボラ・ミットフォード(1920年3月31日 – 2014年9月24日)

## 家系図

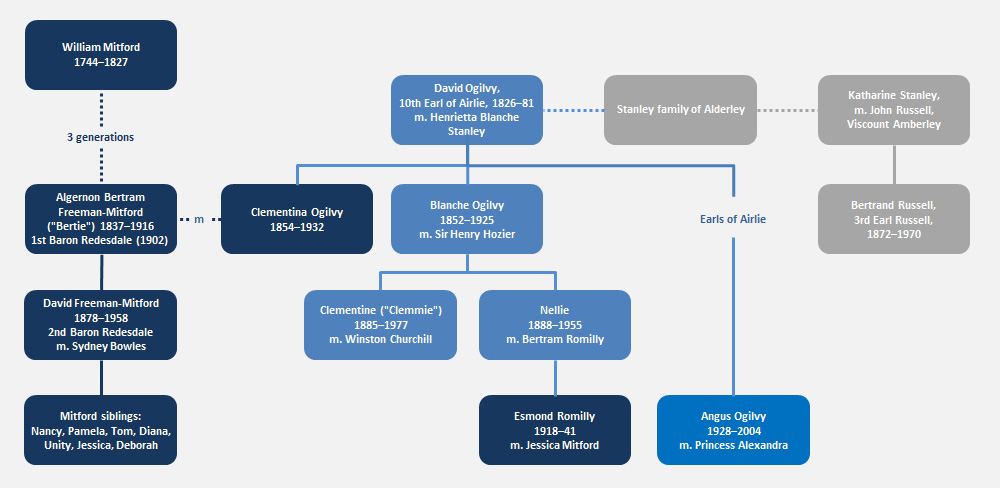
ミットフォード家の係累を示す家系図、婚姻を通じてラッセル家（ベッドフォード公爵）、チャーチル家（マールボロ公爵）などに繋がり、アレクサンドラ王女を通じて英王室に繋がる。